# Thripophaga
Thripophaga is een geslacht van vogels uit de familie van de ovenvogels (Furnariidae). De wetenschappelijke naam van het geslacht is voor het eerst geldig gepubliceerd in 1847 door Jean Cabanis.

## Soorten
De volgende soorten zijn bij het geslacht ingedeeld:
- Thripophaga amacurensis – Amacurocanastero
- Thripophaga cherriei – Orinococanastero
- Thripophaga fusciceps – Bruinkopstekelkruin
- Thripophaga gutturata – Gespikkelde stekelstaart
- Thripophaga macroura – Gestreepte canastero